# Woodlands (Dorset)
Pour les articles homonymes, voir Woodlands.
Woodlands est une paroisse civile et un village du Dorset, en Angleterre.